# Linea Suin

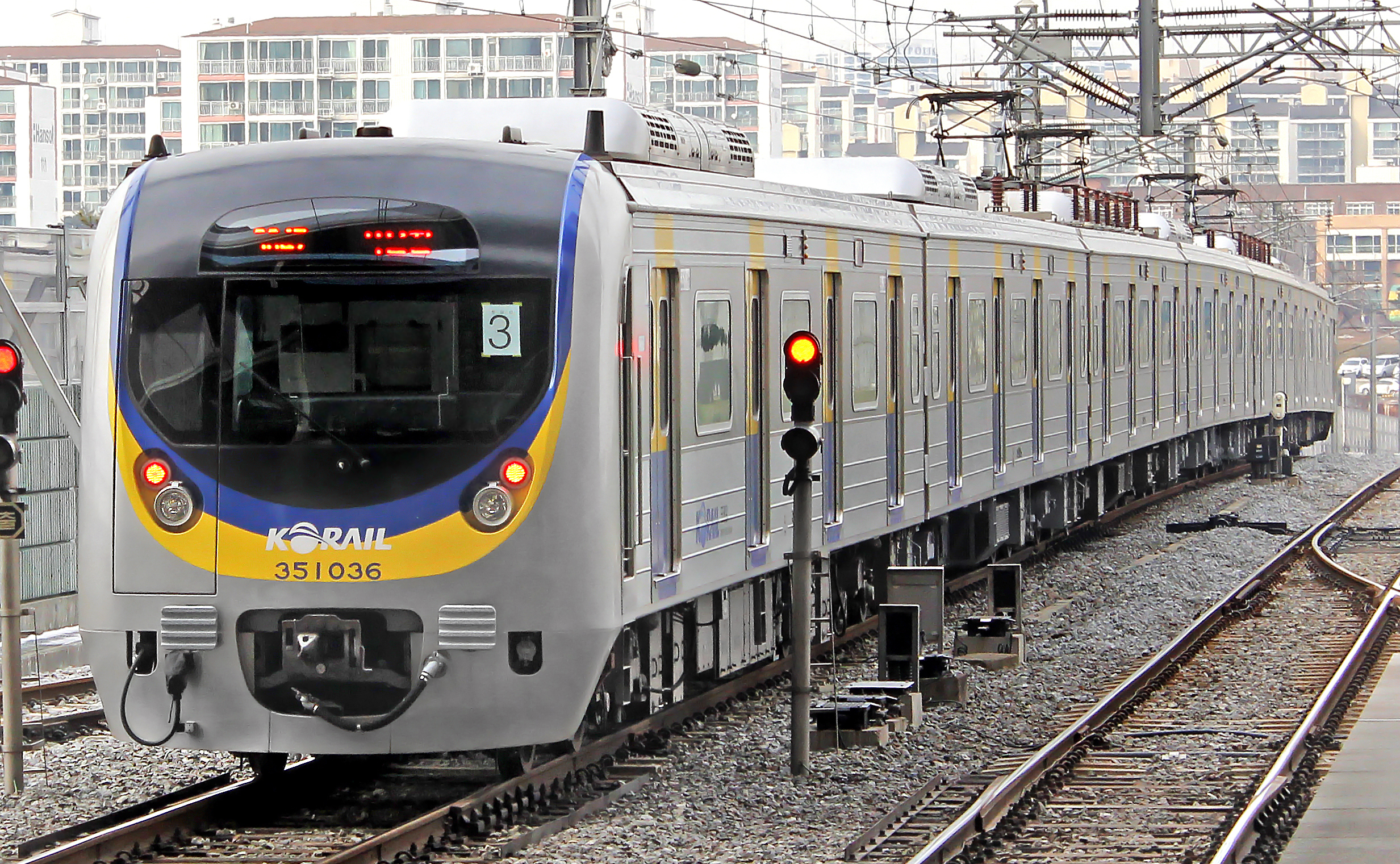
Korail Class 351000 EMU 3rd batch

La linea Suin (수인선, 水仁線 Suin seon) è una linea ferroviaria a carattere metropolitano situata nella regione del Gyeonggi-do e nella parte meridionale della città di Incheon e integrata con il servizio ferroviario suburbano di Seul, in Corea del Sud. Collega direttamente la città di Suwon con Incheon senza passare per il centro di Seul permettendo a Suwon di avere un accesso semidiretto all'Aeroporto Internazionale di Incheon. Parte della linea  condivide lo stesso percorso della linea Ansan fra le stazioni di Università Hanyang ad Ansan e Oido. La linea percorre su una ferrovia ricostruita sul tracciato della vecchia ferrovia a singolo binario e scartamento ridotto abbandonata nel 1995. La linea è a doppio binario elettrificato e a scartamento normale.

## Storia
- 29 marzo 2011: inizio dei lavori sulla prima tratta, fra la stazione di Songdo e la stazione di Oido.
- 30 giugno 2012: la linea Suin ricostruita, dopo la chiusura del 1995, viene ufficialmente aperta da Oido a Songdo.
- 27 dicembre 2014: inaugurazione della stazione intermedia di Darwol.
- 27 febbraio 2016: la linea viene estesa verso ovest, da Songdo a Incheon.[1]
- 10 luglio 2017: avvio dei servizi espressi sulla linea
- 12 settembre 2020: prolungamento verso est da Oido a Suwon. La linea Suin e la linea Bundang vengono integrate nel servizio linea Suin–Bundang, che collega Incheon e Wangsimni, nel centro di Seul.[2] Alcuni treni partono dalla stazione di Cheongnyangni o da Wangsimni, con alcuni servizi limitati alle stazioni intermedie di Jukjeon, Gosaek, o fino al capolinea situato alla stazione di Incheon.

### Progetti futuri
L'inaugurazione della stazione di Hagik tra Songdo e Inha University nel 2024. Inoltre, è allo studio un tronchino di collegamento presso Suwon che consentirà ai treni KTX di entrare sulla ferrovia ad alta velocità Gyeongbu dalla stazione di Incheon entro il 2025, permettendo a Incheon di usufruire dei collegamenti ad alta velocità.

## Servizi
La linea Suin viene utilizzata nell'ambito dei servizi ferroviari metropolitani della linea Suin-Bundang.

## Stazioni
La nuova linea è costituita dalle seguenti stazioni:
| Numero stazione | Nome stazione Inglese  | Nome stazione Hangŭl | Nome stazione Hanja | Collegamenti                           | Collegamenti                           | Posizione   | Posizione  |
| K245            | Suwon                  | 수원                 | 水原                | ■ Linea Gyeongbu Linea 1 Linea Bundang | ■ Linea Gyeongbu Linea 1 Linea Bundang | Gyeonggi-do | Suwon      |
| K246            | Gosaek                 | 고색                 | 古索                |                                        |                                        | Gyeonggi-do | Suwon      |
| K247            | Omokcheon              | 오목천               | 梧木川              |                                        |                                        | Gyeonggi-do | Suwon      |
| K248            | Eocheon                | 어천                 | 漁川                |                                        |                                        | Gyeonggi-do | Hwaseong   |
| K249            | Yamok                  | 야목                 | 野牧                |                                        |                                        | Gyeonggi-do | Hwaseong   |
| K250            | Sari                   | 사리                 | 四里                |                                        |                                        | Gyeonggi-do | Ansan      |
| K251            | Hanyang Univ. at Ansan | 한대앞               | 漢大앞              | Linea 4 (tratta comune)                | Linea 4                                | Gyeonggi-do | Ansan      |
| K252            | Jungang                | 중앙                 | 中央                | Linea 4 (tratta comune)                | ■ Linea Sinansan (dal 2023)            | Gyeonggi-do | Ansan      |
| K253            | Gojan                  | 고잔                 | 古棧                | Linea 4 (tratta comune)                |                                        | Gyeonggi-do | Ansan      |
| K254            | Choji                  | 초지                 | 草芝                | Linea 4 (tratta comune)                | ■ Linea Seohae                         | Gyeonggi-do | Ansan      |
| K255            | Ansan                  | 안산                 | 安山                | Linea 4 (tratta comune)                |                                        | Gyeonggi-do | Ansan      |
| K256            | Singil Oncheon         | 신길온천             | 新吉溫泉            | Linea 4 (tratta comune)                |                                        | Gyeonggi-do | Ansan      |
| K257            | Jeongwang              | 정왕                 | 正往                | Linea 4 (tratta comune)                |                                        | Gyeonggi-do | Siheung    |
| K258            | Oido                   | 오이도               | 烏耳島              | Linea 4 (tratta comune)                | Linea 4                                | Gyeonggi-do | Siheung    |
| K259            | Darwol                 | 달월                 | 達月                |                                        |                                        | Gyeonggi-do | Siheung    |
| K260            | Wolgot                 | 월곶                 | 月串                |                                        |                                        | Gyeonggi-do | Siheung    |
| K261            | Soraepogu              | 소래포구             | 蘇萊浦口            |                                        |                                        | Incheon     | Namdong-gu |
| K262            | Incheon Nonhyeon       | 인천논현             | 仁川論峴            |                                        |                                        | Incheon     | Namdong-gu |
| K263            | Hogupo                 | 호구포               | 虎口浦              |                                        |                                        | Incheon     | Namdong-gu |
| K264            | Namdong Induspark      | 남동인더스파크       | 南洞産業團地驛      |                                        |                                        | Incheon     | Namdong-gu |
| K265            | Woninjae               | 원인재               | 源仁齋              | Linea 1 Incheon                        | Linea 1 Incheon                        | Incheon     | Yeonsu-gu  |
| K266            | Yeonsu                 | 연수                 | 延壽                |                                        |                                        | Incheon     | Yeonsu-gu  |
| K267            | Songdo                 | 송도                 | 松島                |                                        |                                        | Incheon     | Yeonsu-gu  |
| K268            | Hagik                  | 학익                 | 鶴翼                |                                        |                                        | Incheon     | Nam-gu     |
| K269            | Inhadae                | 인하대               | 仁荷大              |                                        |                                        | Incheon     | Nam-gu     |
| K270            | Sungui                 | 숭의                 | 崇義                |                                        |                                        | Incheon     | Nam-gu     |
| K271            | Sinpo                  | 신포                 | 新浦                |                                        |                                        | Incheon     | Jung-gu    |
| K272            | Incheon                | 인천                 | 仁川                | Linea 1                                | Linea 1                                | Incheon     | Jung-gu    |

## Materiale rotabile
Sulla linea Suin vengono impiegati 18 treni Korail serie 351000. 
Sull'ex Suin Line, le Ferrovie Nazionali Coreane avevano utilizzato in passato locomotive a vapore a scartamento ridotto, un'automotrice diesel di fabbricazione giapponese, la KNR160 (nota anche come Niigata / Kawasaki Diesel Car) e l'automotrice KNR18000. Un vagone KNR160 (successivamente rinumerato KNR9160) e due vagoni KNR18000 sono conservati presso il museo ferroviario nella vicina Uiwang.